# ジャーム・ダルメステテール
ジャーム・ダルメステテール（James Darmesteter、1849年3月28日 - 1894年10月19日）は、フランスの作家、東洋学者（オリエンタリスト）、骨董研究者。

## 生涯

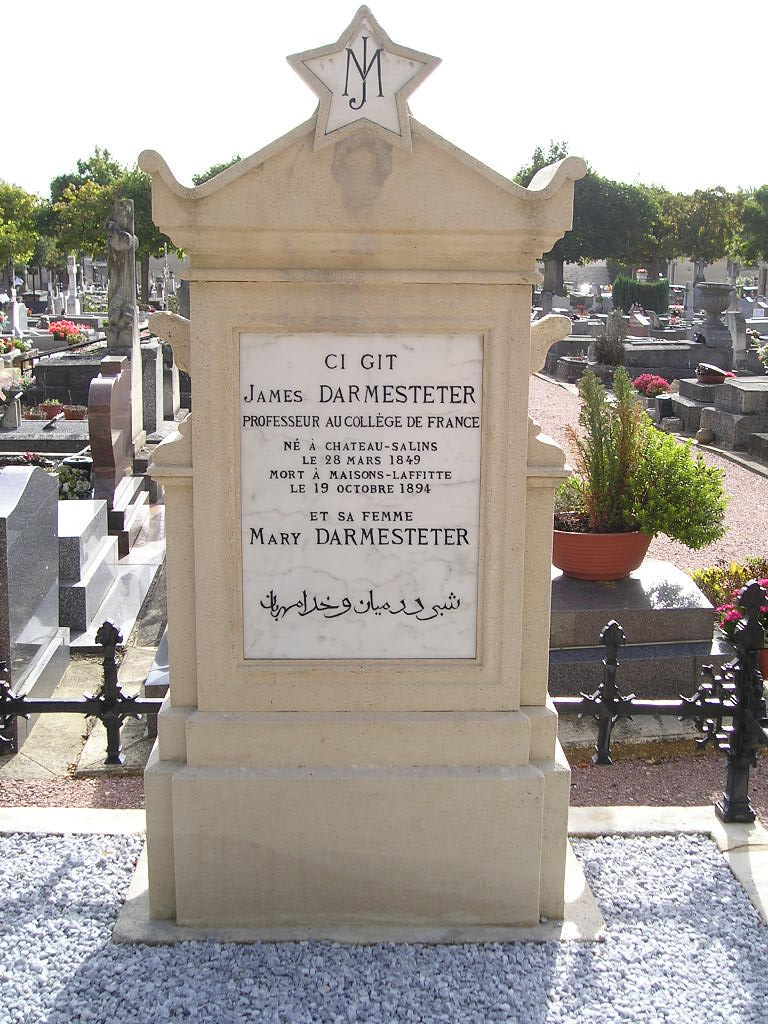
ジャーム・ダルメステテールの墓碑（2006年撮影）

アルザスのシャトー＝サランでユダヤ人の両親のもとに生まれた。ダルメステテールという姓は、一家がもともとダルムシュタットに住んでいたことに由来している。ダルメステテールは、パリで教育を受け、ミシェル・ブレアルやアベル・ベルゲーニュ (Abel Bergaigne) の指導の下で、オリエンタリズムへの関心を深め、しばらくの間は全精力をその研究のために投じるようになった。1875年、ゾロアスター教の根本教典であるアヴェスターの神学に関する論文を公刊し、1877年には、高等研究実習院のペルシア語教師となった。以降、『Études iraniennes』（1883年）を発表するなど研究を続け、10年かけてアヴェスターとそれに付随する注釈書「ゼンド」を完訳し、これに自身による歴史や文献学からの注釈を施した『Zend Avesta』（全3冊：1892年 - 1893年）を、ギメ東洋美術館の紀要の一部として出版した。1894年10月10日、病の軽い発作で倒れ、死去した。

## 研究内容・業績
ダルメステテールは、マックス・ミュラーの東方聖典叢書におさめられたアヴェスターの編集も行なっている（叢書第4巻、第23巻）。
ダルメステテールは、現存するアヴェスターのテキストは一般的に考えられているよりも相当に新しいものであると考え、最も古いものでも紀元前1世紀、大部分は紀元3世紀に成立したものと捉えていた。1885年、ダルメステテールはコレージュ・ド・フランス教授に任じられ、翌1886年にアフガン人の民衆歌謡の収集のためにインドへ派遣された。帰国後、収集された歌詞の翻訳は、アフガン語（パシュトー語）やその文学についての貴重な論考とともに出版された。イギリス統治下のインドについてのダルメステテールの印象は、『Lettres sur l'Inde』（1888年）に綴られている。ダルメステテールは、イングランドにも強い関心を抱いていたが、程なくして才能あるイングランド人女性作家アグネス・メアリ・フランシス・ロビンソン (Agnes Mary Frances Robinson) と知り合い、1888年に彼女の詩をフランス語に翻訳した後、程なくして結婚した（ダルメステテールの死去後の1901年、彼女はパリのパスツール研究所の所長であったエミール・デュクロー (Émile Duclaux) と再婚した）。ダルメステテールが死去してから2年後、イングランドに関する優れたエッセイが遺稿として英語で出版された。このほか、ダルメステテールの著作には、『Le Mahdi depuis les origines de l'Islam jusqu'a nos jours』（1885年）、『Les Origines de la poesie persane』（1888年）、『Prophètes d'Israel』（1892年）など東方関係のものがあり、さらに1883年以降は、アジア協会の年次報告書もダルメステテールが担当していた。『パリ評論』誌につながりが出来たのは、死の直前のことであった。
『Journal asiatique』誌には、ジャーム・ダルメステテールの紙碑 (éloge) が掲載され (1894, vol. iv., pp. 519-534)、『The Royal Asiatic Society's Journal』誌には、アンリ・コルディエによる追悼記事とダルメステテールの業績表が掲載された (January 1895)。また、ガストン・パリスの著作『Penseurs et poètes』（1896年）には、ダルメステテールを取り上げた "James Darmesteter" という章がある (pp. 1-61)。

## 家族・親族
- 兄：アルセーヌ・ダルメステテールは、優れた文献学者、知識人であった。